# 伊五十二型潜水艦
伊五十二型潜水艦（いごじゅうにがたせんすいかん）は、大日本帝国海軍の潜水艦の艦級。丙型改（へいがたかい）潜水艦とも呼ばれる。3隻が建造されて1943年末から1944年上半期にかけて竣工し、伊号第五十三潜水艦以外の2隻は戦没した。

## 艦型
1942年（昭和17年）の昭和17年度計画（マル追計画）により5隻の建造が計画され、3隻が竣工した。丙型潜水艦ではあるが艦型は乙型改2潜水艦（計画番号S37C）の航空設備を撤去した船型である。計画番号がS37Dであることからもそれがわかる。（乙型潜水艦の計画番号はS37、一方丙型潜水艦はS38である。）乙型で格納筒のあった艦前部には14cm砲1門を搭載し、後部甲板と合わせて2門とした。魚雷発射管は乙型改2と同じく艦首に6門、ただし魚雷本数は17本であった。
1944年（昭和19年）後半に伊53は後部14cm砲を撤去し回天4基を搭載した。この時期に22号電探と逆探も設置と推定される。1945年（昭和20年）に入り前部14cm砲も撤去し前甲板に2基の回天を追加搭載した。このころ13号電探とシュノーケル装置の装備も実施したと思われる。
改⑤計画で計画された丙型潜水艦、計画番号S49Bのうち、15隻を丙型改として建造する予定だったが、すべて建造取り止めとなった。

## 戦歴
伊52は遣独潜水艦作戦の第5陣としてドイツへ向かったがカーボベルデ西方沖で戦没、伊55はテニアン島へ搭乗員救助へ向かったが戦没、いずれも初陣であった。伊53はニューアイルランド島・カビエン北方、フィリピン東方と出撃したが戦果無し。その後回天攻撃隊として3回出撃、戦後米軍により海没処分された。

### 潜水隊
竣工した伊52型潜水艦は訓練部隊である第六艦隊第11潜水戦隊に編入されて訓練ののち、伊52は第8潜水戦隊に編入された後戦没。残りの2艦は第15潜水隊に編入された。

## 同型艦
- 伊号第五十二潜水艦 [II]：マル追計画仮称「第625号艦」。1943年12月28日竣工、1944年6月沈没。
- 伊号第五十三潜水艦 [II]：マル追計画仮称「第626号艦」。1944年2月20日竣工、終戦時残存、1946年4月1日海没処分。
- 伊号第五十五潜水艦 [II]：マル追計画仮称「第628号艦」。1944年4月20日竣工、1944年7月沈没。
- 伊号第五十七潜水艦 [II]：マル追計画仮称「第630号艦」。呉海軍工廠で建造予定。1943年建造中止
- マル追計画仮称第632号艦：戦局悪化のため計画中止。